# Devi Ahilyabai Holkar International Airport
Devi Ahilyabai Holkar International Airport är en flygplats i Indien.   Den ligger i distriktet Indore och delstaten Madhya Pradesh, i den centrala delen av landet, 700 km söder om huvudstaden New Delhi. Devi Ahilyabai Holkar International Airport ligger 563 meter över havet.
Terrängen runt Devi Ahilyabai Holkar International Airport är platt. Runt Devi Ahilyabai Holkar International Airport är det mycket tätbefolkat, med 2 711 invånare per kvadratkilometer. Närmaste större samhälle är Indore, 3,3 km öster om Devi Ahilyabai Holkar International Airport. Runt Devi Ahilyabai Holkar International Airport är det i huvudsak tätbebyggt.